# اوینور
اوینور یک شرکت دولتی هواپیمایی در نروژ است. این شرکت در سال ۱۹۴۷ تأسیس شده‌است. دفتر مرکزی شرکت هواپیمایی اوینور در اسلو، نروژ قرار دارد. تعداد کارکنان این شرکت حدود دو هزار و چهارصد نفر است.
این شرکت مالک و اداره کننده 44 فرودگاه در نروژ است، که 14 عدد از این فرودگاه ها در ارتباط با نیروی هوایی پادشاهی نروژ و مسئول خدمات کنترل ترافیک هوایی در نروژ است.

## جوایز
- تالار مشاهیر کارت امتیازی متوازن پالادیوم برای اجرای استراتژی™ (کلاس 2016)

## تاریخچه
- تأسیس اولیه به نام Luftfartsverket در ۱ ژوئیه ۱۹۴۷ تحت وزارت حمل‌ونقل نروژ. سپس در ۱ ژانویه ۲۰۰۳ به شرکت سهامی دولتی Avinor تغییر نام یافت Wikipedia.
- دفتر مرکزی: بیورویکا، اسلو، نزدیک ایستگاه مرکزی قطار Oslo Wikipediabeta.avinor.no.
- مالکیت کامل دولت نروژ و زیر نظر وزارت حمل‌ونقل نروژ قرار دارد Wikipediabeta.avinor.no.
- مدیریت ۴۳ یا ۴۴ فرودگاه غیرنظامی (عدد متغیر در منابع مختلف) و ارائه خدمات کنترل ترافیک هوایی در سه مرکز منطقه‌ای: استان‌ها، اسلو و استاوانگر Routes Online+1Reddit+1.

## نیروی انسانی و ترافیک مسافری
- برآورد جدید: حدود ۲٬۸۷۰ نیروی کار تا پایان ۲۰۲۳ میلادی Statista.
- در بخش‌های مختلف از جمله کنترل ترافیک، ناوبری هوایی، خدمات فرودگاهی، نجات و پشتیبانی فعالیت می‌کنند beta.avinor.noWikipedia.
- سالانه حدود ۵۰ میلیون مسافر از طریق شبکه فرودگاه‌های تحت مدیریت Avinor سفر می‌کنند، نیمی از این تردد مربوط به فرودگاه اسلو است Reddit+6beta.avinor.no+6Airport Technology+6.

## عملکرد مالی و رشد ترافیک
- در سه‌ماهه اول ۲۰۲۵، ورود مسافران ۱۱٫۴ میلیون نفر (افزایش ۶٪ نسبت به سال قبل) گزارش شده است.
  - رشد داخلی ۵٫۴٪ و بین‌المللی ۶٫۸٪؛ سهم بین‌المللی از کل به ۳۸٫۸٪ رسید که اندکی افزایش نشان می‌دهد AVIONEWSAVIONEWS.
- درآمد عملیاتی دوره نزدیک ۲٬۹۰۴ میلیون کرون نروژی (افزایش ۱۶٪) و EBITDA تعدیل‌شده حدود ۶۸۹ میلیون کرون (افزایش ۲۹۹ میلیون کرون) گزارش شد AVIONEWSAVIONEWS.
- هزینه‌ها با رشدی ۴٫۹٪ همراه بوده، عمدتاً ناشی از افزایش حقوق و فعالیت بیشتر ترافیکی AVIONEWSAVIONEWS.

## پروژه‌ها و نوآوری‌های کلیدی

### • پروژه ترمینال جدید در فرودگاه اسلو (Gardermoen)
- تأمین مالی پروژه توسط بانک سرمایه‌گذاری نوردیک با وام حدود ۱۵۰۰ میلیون کرون در ۲۰۱۱ برای ساخت ترمینال جدید برای گنجایش تا ۳۵ میلیون مسافر Nordic Investment Bank.

### • به‌روز‌رسانی سیستم گزارش وضعیت باند با NAVBLUE
- انتخاب پلتفرم RunwaySense برای ۱۵ فرودگاه‌ از جمله اسلو، برگن، تروندهایم، ترومسو و سایر مراکز جهت گزارش و تحلیل شرایط لغزندگی باند به‌صورت لحظه‌ای Airbus Aircraft.

### • ناوبری هوایی فراتر از مرزها (NEFAB)
- همکاری با Finavia (فنلاند) برای ارائه خدمات کنترل ترافیک در فضای هوایی مشترک، به‌ویژه فرودگاه Kirkenes برای بهینه‌سازی عملکرد در شمال اروپا Airport Technology.

### • استفاده از سامانه SCAT‑I
- سیستم SCAT‑I (نوع ویژه ILS با GPS تفاضلی) برای فرود دقیق در شرایط نامناسب دید، بیش از ۲۱ فرودگاه نروژ مجهز به این فناوری هستند Wikipedia.

### • رویکردهای مبتنی بر پایداری محیطی
- ساخت نخستین ترمینال با گواهی BREEAM Excellent در جهان (Pier North اسلو)، شامل استفاده از مصالح پایدار، خنک‌سازی با نیروی برف و کاهش ۴۳٪ انتشار CO₂ Routes Online.

## رخداد فنی مهم
در آوریل ۲۰۲۴، یک اشکال فنی در مرکز کنترل Oslo منجر به بسته شدن موقت فضای هوایی جنوب نروژ شد و مشکلات قابل‌توجهی در پروازها، به‌ویژه در فرودگاه اسلو ایجاد کرد. بازگشایی تدریجی انجام شد ولی تأثیرات مخرب بر پروازهای آن روز باقی ماند apnews.com.

## جمع‌بندی و چشم‌انداز آینده
Avinor در حال گذار به شرکتی با تمرکز بر:
- ارتقای پایداری محیطی
- مدرنیزاسیون زیرساخت‌های ناوبری و ترمینال‌ها
- توسعه ارتباطات فرودگاهی هوشمند و بین مرزی
- پاسخگویی سریع به حوادث فنی و حفظ ایمنی حداکثری

پیش‌بینی می‌شود ترافیک مسافر تا ۵۷ میلیون نفر تا سال ۲۰۳۱ رشد داشته باشد، که فشار مضاعفی بر زیرساخت‌ها و برنامه‌ریزی‌های سرمایه‌ای ایجاد می‌کند Wikipedia+15AVIONEWS+15avinor.no+15.